# June Bronhill
June Bronhill (26 juin 1929 à Broken Hill, 24 janvier 2005 à Sydney) est une chanteuse d'opéra (soprano) australienne.

## Biographie
De son vrai nom June Mary Brought, elle adopte le nom de scène de June Bronhill en 1952.